# Dacnusa campanariae
Dacnusa campanariae är en stekelart som beskrevs av Griffiths 1967. Dacnusa campanariae ingår i släktet Dacnusa och familjen bracksteklar. Inga underarter finns listade i Catalogue of Life.